# Lahttekrivier
Lahttekrivier (Zweeds: Lahttekjåkka of -"johka) is een rivier die stroomt in de Zweedse  gemeente Kiruna. De rivier ontstaat op de zuidhelling van de Lahttekberg, waar een klein bergmeer ligt, stroomt voor een kilometer naar het zuidoosten en komt aan in het Lahhtekmeer. Aan de oostkant stroomt ze weer uit, naar het oosten. Ze belandt al vrij snel in de Kuolpanrivier. Ze is ca. 5 kilometer lang.
Afwatering: Lahttekrivier → Kuolpanrivier → Rautasrivier → Torne → Botnische Golf